# Pompa biologiczna

Wymiana CO_{2} między powietrzem a oceanem.

Pompa biologiczna – w biogeochemii oceanów stanowi ogół procesów, transportujących węgiel ze strefy eufotycznej do głębi oceanu, w których pośrednią rolę odgrywają organizmy żywe.

## Działanie pompy
Pompę biologiczną stanowi głównie węgiel pochodzący od tonących ciał martwych organizmów i ich odchodów. Pewna część węgla osiąga dno oceanu w postaci rozpuszczonych związków organicznych przenoszonych przez tzw. downwelling. 
Węgiel dociera do dna oceanu także w postaci związków nieorganicznych, np. węglanu wapnia (CaCO3), dawniej wchodzącego w skład żywych organizmów, które uległy zwapnieniu, np. otwornice, glony z grupy Coccolithophyceae czy Thecosomata. Ze względu na rolę jaką pełni węgiel w budowie organizmów, część węgla w postaci związków organicznych składa się na pompę miękkotkankową, a w nieorganicznych na pompę twardotkankową.
Materia organiczna ulegająca remineralizacji lub gniciu pod wpływem oddychania bakterii saprofitycznych uwalnia rozpuszczony dwutlenek węgla. Węglan wapnia także się rozpuszcza w stopniu zależnym od stężenia jonów węglanowych. Z racji, że procesy rozpuszczania są bardzo powolne a rozkładana materia tonie, jest ona transportowana z powierzchni oceanu na jego dno znacznie szybciej, co składa się na działanie pompy biologicznej.
Pompa biologiczna odgrywa ważną rolę w cyklu węgla na Ziemi, w związku z czym podejmowane są próby zmierzenia jej siły. Procesy tworzące pompę biologiczną są jednak trudne do zmierzenia ze względu na oddziaływania ekosystemu na dużych głębokościach. Stosuje się najczęściej metodę polegającą na określeniu produkcji pierwotnej zasilanej azotanami oraz amoniakiem, gdyż te składniki odżywcze są odmiennego pochodzenia ze względu na remineralizację tonącej materii. Określa się w ten sposób tzw. współczynnik f, który może służyć jako przybliżenie siły miejscowej pompy biologicznej. Zastosowanie tych wyników do skali globalnej komplikuje odmienna rola cyrkulacji w różnych obszarach oceanu.
Pompa biologiczna ma swój fizyko-chemiczny odpowiednik znany jako pompa rozpuszczalności.

## Zmiany antropogeniczne
Spalanie paliw kopalnych przez człowieka oraz produkcja cementu przyczyniły się do zwiększenia emisji CO2 do atmosfery. Szacuje się, iż jedna trzecia antropogenicznego CO2 (około 2 Gt węgla rocznie) przechodzi do oceanu. Przypuszcza się, że nie ma to wpływu na pompę biologiczną, gdyż jej siła jest ograniczona dostępem do światła oraz substancji odżywczych a nie węgla z atmosfery. Istnieją jednak pewne nieścisłości w morskim cyklu węgla. Ponadto wyniki badań wskazują, że zależność pierwotnej produkcji oceanicznej od zawartości CO2 istnieje.
Zmiana klimatu może wpłynąć na pompę biologiczną w przyszłości poprzez ogrzewanie i rozwarstwienie powierzchni oceanu. Przypuszcza się, że może się to przyczynić do obniżenia zaopatrzenia strefy eufotycznej w składniki odżywcze, a co za tym idzie pierwotnej produkcji.
Ponadto siła pompy twardotkankowej może wzrosnąć pod wpływem antropogenicznego zakwaszenia oceanów, w wyniku czego wzrośnie siła pompy miękkotkankowej, z racji że węglan wapnia stanowi balast dla materii organicznej.